# Caterpillar D400D
 (avril 2014).
Si vous disposez d'ouvrages ou d'articles de référence ou si vous connaissez des sites web de qualité traitant du thème abordé ici, merci de compléter l'article en donnant les références utiles à sa vérifiabilité et en les liant à la section « Notes et références ».
Le Caterpillar D400D est un tombereau articulé à 6 essieux. Il a été construit à partir de 1986. L'année 2002 marque la fin de sa commercialisation. Il a été remplacé par le Caterpillar 740.
Le moteur a une puissance de 287,1 kW soit 385 chevaux.